# 索庫拉尼-米西里科羅
索庫拉尼-米西里科羅（法語：Sokourani-Missirikoro），是馬里的城鎮，位於該國南部，由錫卡索區的錫卡索省負責管轄，面積88平方公里，海拔高度303米，2009年人口4,478，人口密度每平方公里51人。